# Yeung Chau
La Isla Yeung Chau (en chino: 洋洲) es una isla deshabitada de la Región administrativa especial de Hong Kong, parte de la República Popular de China. Está situada en la ensenada Plover, Puerto de Tolo, en la parte noroeste del territorio. Administrativamente, forma parte del distrito de Tai Po.
Yeung Chau es parte del Área especial de Ma Shi Chau, junto con otras tres islas en el puerto de Tolo, a saber, Ma Shi Chau, Isla Centro y una isla sin nombre ubicada a unos 100 m al noreste de la costa de Yim Tin Tsai cerca de la nueva ciudad de Sam Mun Tsai. El Área Especial fue declarada en el año 1999.